# واژه‌پرداز

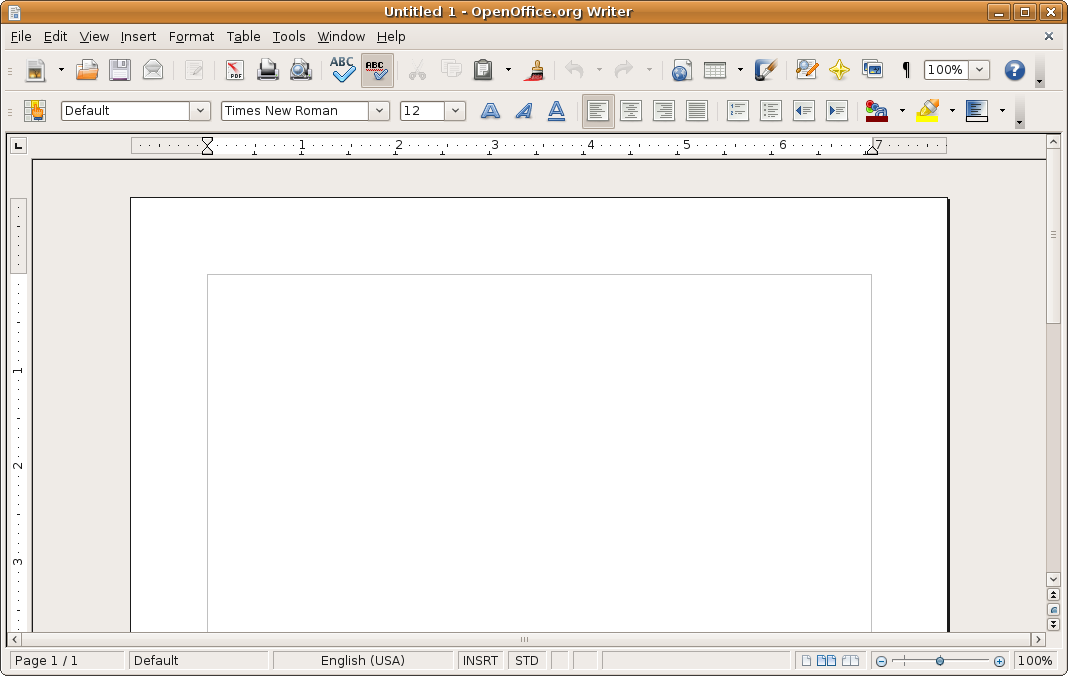
واژه‌پرداز اوپن آفیس

واژه‌پرداز به آن دسته از سخت‌افزار یا نرم‌افزارهای رایانه‌ای گفته می‌شود که برای نگارشِ رایانیکِ نوشتار یا ویرایش نوشته‌هایِ رایانیک به کار می‌رود. امروزه برنامه‌های واژه‌پردازِ گوناگون توانایی‌های بسیاری -جز نگارش- نیز به کاربران می‌دهند؛ از جمله افزودن و چیدمانِ نگاره‌ها و فرتورنگاره‌ها به نوشتار، وارسی و ویرایشِ نادرست‌نویسی‌ها، برگه‌آرایی، چاپ نوشتار و جز این‌ها.
البته نام‌آورترین نرم‌افزار واژه‌پرداز مایکروسافت ورد نام دارد. این نرم‌افزار، ازآن رو که بر روی سیستم‌عامل‌هایِ مایکروسافت ویندوز، پیشاپیش، نصب است، شناخته‌شده‌ترین نرم‌افزارِ واژه‌پرداز به شمار می‌رود. امروزه با بهره‌بردن از نرم‌افزارهایِ کاربردی از این دست، دوران کار با دستگاه‌های واژه‌پردازِ کهن به پایان رسیده است.